# Paepalanthus auyantepuiensis
Paepalanthus auyantepuiensis är en gräsväxtart som beskrevs av Harold Norman Moldenke. Paepalanthus auyantepuiensis ingår i släktet Paepalanthus och familjen Eriocaulaceae. Inga underarter finns listade i Catalogue of Life.